# Wakashudō

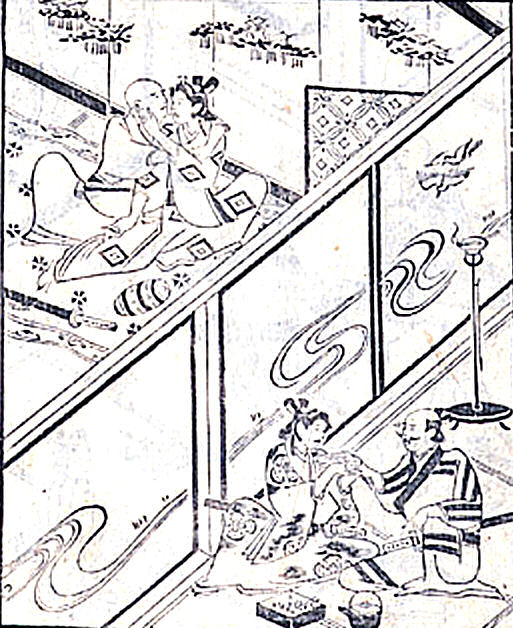
Zusammentreffen zweier in einem Wakashudō-Verhältnis Stehender. Aus „Erzählung des Shudō“" (衆道物語), 1661.

Wakashudō (jpn. 若衆道, wörtlich: „der Weg der Jünglinge“), kurz auch Shudō (衆道) oder Nyakudō (若道), ist ein erotisches Lehrer-Schüler-Verhältnis, das zentraler Bestandteil der Ausbildung eines jungen Mannes zum Samurai war. 
Gebräuchlich war auch die Bezeichnung Bidō (美道, dt.: „der schöne Weg“). Im Gegensatz zur griechischen Päderastie der Antike wurde in Japan die Initiative zum Eingehen einer solchen Beziehung vom Jungen erwartet. Oft war der Schüler zu Beginn des Wakashudō jedoch sehr jung (zwischen 10 und 13 Jahren), weshalb anzunehmen ist, dass in der Regel die Eltern den Lehrer aussuchten.
Während der gesamten Lehrzeit lebten Lehrer und Schüler zusammen. Der Schüler wurde vor allem in der Kampfkunst unterwiesen und dem Bushidō, der Lebensphilosophie der Samurai, entsprechend erzogen. Die sexuelle Beziehung endete in der Regel mit dem Ende der Ausbildung im Alter von etwa 19 Jahren und das Lehrer-Schüler-Verhältnis ging dann oft in eine lebenslange Freundschaft oder Vater-Sohn-Beziehung über.
Wakashudō trat im 12. Jahrhundert erstmals in Erscheinung und war bis zum Niedergang der Samurai-Kultur im 19. Jahrhundert gängige Praxis und gesellschaftlich, nicht zuletzt aufgrund der schlechten Stellung der Frau, voll akzeptiert. Die Ursprünge dieser Praxis gehen auf ähnliche Verhältnisse zwischen Ordensbrüdern und deren Schülern zurück, wie sie in Japan um das 10. Jahrhundert erstmals schriftlich belegt sind.